# Craig (Nebraska)
Craig – wieś w Stanach Zjednoczonych, w stanie Nebraska, w hrabstwie Burt.